# Lee Oliver Fitzmaurice Stack
Sir Lee Oliver Fitzmaurice Stack GBE, CMG conegut com a Lee Stack (1868 – 19 de novembre 1924) fou un oficial d'exèrcit britànic i Governador general del Sudan Angloegipci. Va tenir una carrera militar brillant ascendint diversos graus.
El governador general Sir Reginald Wingate es negava a dimitir en protesta pel tractament que se li havia donat i finalment l'1 de gener de 1917 Stack fou designat oficialment. Wingate fou el governador que va restablir les confraries sufís i va fer concessions als seus caps, incloent el fill del Mahdi, Sayyid Abd al-Rahman ibn al-Mahdi, que van rebre exempcions d'impostos i altres beneficis a canvi del suport als britànics. Després de la guerra la política britànica sota Stack es va tornar a endurir. El 1921 es va revoltar Abd Allah al-Sihayni al Darfur i es va considerar que actuava per compte de Sayyid Abd al-Rahman, que seguia gaudint de privilegis després d'acabar la guerra i havia augmentat els seus partidaris, però no es va arribar a actuar contra ell. Ali Abd al-Latif va fundar la Societat de les Tribus Unides (United Tribes Society) que fou la primera organització nacionalista al Sudan, i fou arrestat per agitació. El 1922 Egipte va esdevenir nominalment independent, però els britànics en van seguir conservant el control del país i el 1924 pujava el poder un govern del wafd dirigit per Sad Zaghlul que insistia en la unitat de la vall del Nil. L'estatus del Sudan, com el de la zona del Canal de Suez, van passar a ser els afers principals en les relacions angloegípcies i des de 1924 foren els principals problemes a resoldre. El 1924 Abd al-Latif va formar la Lliga de la Bandera Blanca (White Flag League) anticolonialista, que va organitzar manifestacions a Khartum el juny i l'agost que foren reprimides. Stack va anar al Caire i el 19 de novembre de 1924 uns mujahidins antibritànics li van disparar i el van assassinar mentre conduïa pels carrers de la ciutat.
Els britànics van respondre amb ràbia (Allenby, l'Alt Comissionat britànic a Egipte, era amic personal de Stack), demanant del govern egipci una disculpa pública, una investigació, supressió de demostracions i pagament d'una forta multa gran. El primer ministre Zaghlul estava disposat a dimitir però Allenby li va presentar les peticions abans que pogués veure al khediv; Zaghlul va acceptar quatre de les peticions i va refusar altres dues. Els britànics a més van demanar la retirada immediata de totes les unitats egípcies al país, un augment a l'aportació en els plans d'irrigació a la Gezira i lleis per protegir inversors estrangers a Egipte.
Al Sudan Wasey Sterry, que exercia el govern interí d'ençà que Stack va marxar cap a Egipte, va continuar al front d'aquest govern fins a l'arribada del nou governador general, Geoffrey Francis Archer, antic governador d'Uganda, que va prendre possessió el 5 de gener de 1925, sent el primer civil que assolia el càrrec (exclòs Sterry).